# New Left Review
New Left Review és una revista acadèmica independent de temàtica política, cultural i econòmica de tendència esquerrana. Va ser creada al Regne Unit el 1960 al marc del moviment Nova esquerra (New Left). Va ser el resultat de la fusió el gener de 1960 dels consells d'administració de dues revistes anteriors. La primera era The New Reasoner, un espai de trobada de comunistes i excomunistes, decebuts de l'estalinisme després de la Revolució hongaresa de 1956. La segona era Universities & Left Review, representativa del moviment de radicalisme polític i cultural a les universitats que rebutjava el reformisme del Partit Laborista. Stuart Hall en va ser el primer redactor en cap.
El 1970 va crear una editorial New Left Books, més tard rebatejat en Verso Books, especialitzat en l'edició en anglès de l'obra de grans pensadors europeus. L'any 20000, Carlos Prieto del Campo de l'editorial Akal va llançar l'edició en castellà. El 2013 la versió castellana va passar a l'editorial Traficantes de Sueños i és disponible amb llicència Creative Commons.
New Left Review ha tingut els redactors en cap següents: 
- 1960-1962 Stuart Hall[6]
- 1962-1982 Perry Anderson[7]
- 1982-1999 Robin Blackburn[2]
- 2000-2003 Perry Anderson
- 2003- Susan Watkins[8]